# Cleora myrmidonaria
Cleora myrmidonaria är en fjärilsart som beskrevs av Achille Guenée 1857. Cleora myrmidonaria ingår i släktet Cleora och familjen mätare. Inga underarter finns listade i Catalogue of Life.